# Associazione europea del commercio estero
La Confederazione europea delle associazioni del commercio estero (ECITHA European Confederation of International Trading Houses Associations) è l'organizzazione ombrello del commercio estero europeo, con sede a Bruxelles. Rappresenta gli interessi del settore nell'Unione Europea verso le istituzioni politiche e governative, i media e la società civile. I suoi membri sono associazioni nazionali  leader che rappresentano  aziende di commercio estero nei vari paesi europei. CITHA rappresenta circa 350.000 imprese. Il comparto è caratterizzato da aziende di medie dimensioni e imprese familiari. L'associazione è registrata come organizzazione non governativa (ONG) a Bruxelles e riconosciuta come tale dalla Commissione Europea, Fondo Monetario Internazionale (FMI), Banca Mondiale, OCSE, Organizzazione Mondiale del Commercio (OMC) e Conferenza delle Nazioni Unite sul commercio e lo sviluppo (UNCTAD).

## Storia
Nel 1956, un piccolo gruppo di imprenditori commerciali scandinavi iniziò a incontrarsi regolarmente. In questo cosiddetto Club di Stoccolma, si scambiavano opinioni sulle loro attività di commercio estero e sulle relazioni con i governi stranieri. Poco dopo, anche gli imprenditori tedeschi e olandesi si unirono a questo club. Nel 1971, l'associazione CITHA fu fondata come un'organizzazione ombrello delle dieci associazioni nazionali che allora ne facevano parte.

## Organizzazione
L'associazione è guidata da un consiglio direttivo con un presidente. L'imprenditore tedesco Jan Krückemeyer è presidente dell'associazione dal 2017. E’ succeduto a Hans-Jürgen Müller, che ha ricoperto questa carica dal 2010 al 2016. Il vicepresidente è l'imprenditore spagnolo Antonio Bonet. La gestione operative è affidata all segretario generale. Il segretario generale è Gregor Wolf. Il servizio di segreteria è fornito dall'Associazione federale tedesca del commercio e dell’esportazione (BDEx). L'ufficio dell'associazione si trova a Bruxelles (Avenue des Nerviens 85, 3º piano, B-1040).

## Membri
I membri dell'associazione commerciale europea CITHA sono
- Associazione federale tedesca del commercio e dell’esportazione tedesco e.V. (BDEx)

- Associazione federale tedesca di commercio all'ingrosso, commercio estero, servizi e.V. (BGA)

- Associazione francese del commercio all'ingrosso e dell'esportazione (CGI)

- Associazione del Commercio della Svizzera

- Associazione internazionale del commercio dell'acciaio (ISTA)

- Associazione italiana Commercio Estero (AICE)

- Associazione austriaca del commercio al dettaglio (AUSTRIAN RETAIL ASSOCIATION)

- Associazione spagnola degli esportatori (Club de Exportadores e inversores)